# Анчева, Свобода Михайловна
Свобода Михайловна Анчева (болг. Свобода Михайлова Анчева, 26 декабря 1912, Гевгелия, Османская империя — 1999) — Герой Социалистического Труда НРБ, радистка советской разведывательной группы «Дро», первая в истории Болгарии женщина-инженер.

## Биография
Родилась 26 декабря 1912 года в селении Гевгели. Мать была домохозяйкой, отец – Михаил Костов Анчев был учителем, а после переезда в Софию стал типографским работником и вместе с прогрессивным журналистом Йосифом Хербстом участвовал в издании прогрессивной газеты «АБВ». В апреле 1925 года он был арестован полицией и убит. Мать с тремя детьми осталась без средств к существованию, найти работу было нелегко, особенно после того, когда все узнали, что её мужем был коммунист.
В результате, С. Анчева ребенком устроилась на работу в типографию – подавала листы в плоскопечатную машину.
В 1927 году её матери сообщили, о том, что по линии МОПР есть возможность отправить детей погибших коммунистов в СССР, где они получат специальность и работу, и если она согласна, можно отправить младшую дочь.
После оформления документов, в сентябре 1927 года в составе группы из 27 детей в возрасте до 15 лет она была переправлена из Болгарии через Австрию в Германию. Детей разместили в детском доме отдыха "Мопрхейм" в Эльгерсбурге (Тюрингия), шефство над которым взяла на себя Коммунистическая партия Германии. В Германии она научилась говорить по-немецки.
В конце апреля 1928 года дети выехали в СССР и прибыла в Москву, где были распределены по нескольких детским домам в соответствии с возрастными группами. Свобода и ещё две девочки-болгарки оказались в Доме юношества имени Тимирязева. Во время учёбы в школе её приняли в пионеры, она участвовала в первом Всесоюзном слёте пионеров в Кремле.
Полтора года работала ученицей токаря на машиностроительном заводе «Самоточка» (московский завод шлифовальных станков), затем комсомольская организация отправила её учиться на рабфак. Решив стать инженером, в 1933 году поступила в Московский станкоинструментальный институт, во время учёбы участвовала в общественной, политической и культурной работе. В мае 1938 года окончила институт, защитила с отличием дипломную работу «Гидравлическая передача токарного станка», получила специальность инженера-станкостроителя и направление на московский станкостроительный завод «Красный пролетарий» (где ей предложили работу в конструкторском бюро завода), вышла замуж за болгарского политэмигранта Гиньо Георгиева Стойнова.
В 1938 – 1940 вместе с мужем прошла специальную подготовку в РУ РККА и РО Черноморского флота, стала радисткой.
Утром 26 ноября 1940 года парусно-моторная шхуна «Дельфин» приняла разведчиков на борт и вышла в море, 28 ноября 1940 на рыбачьей моторной лодке их высадили на болгарский берег недалеко от Шаблы (в 1 км южнее села Карапчи) с румынскими документами на вымышленные имена («Петр Владимиров Мирчев» и «Милка Петрова Владимирова») и легендой о переселенцах, решивших покинуть Румынию и переселиться в Южную Добруджу.
Разведчики успешно прибыли в Добрич, зарегистрировались в полицейском участке и поселились в съемной квартире на улице Царь Колоян. Потребовалось время найти детали для сборки радиопередатчика, это оказалось сложным, поскольку полиция следила за подобными товарами, но детали сумел достать офицер болгарских ВВС Михаил Янев Андреев. Передатчик был собран и связь была налажена. 15 февраля 1941 года была отправлена первая радиограмма. Помимо работы на передатчике, С. Анчева работала курьером и самостоятельно собирала информацию разведывательного характера (в частности, о прибывших на лечение в Болгарию раненых немецких солдатах с Восточного фронта).
В дальнейшем, к сбору информации другие люди – брат Гиньо Стойнова Стойко Стойнов с женой Зарой, владелец мастерской по починке и пошиву обуви в Добриче коммунист Кольо Гайнарджиев, участник стачки на пароходе «Бургас» Васил Карагозов, Васил и Кичка Антоновы и другие. В Софии С. Анчева встретилась с матерью.
После нападения Германии на СССР круг вопросов, по которым следовало собирать информацию, значительно расширился, обстановка в стране осложнилась, рация выходила на связь ежедневно. 
С 22 мая 1942 года группа начала работу из Пловдива – это был второй по численности населения город страны, крупный железнодорожный узел и главная военно-воздушная база «люфтваффе» в Болгарии. Для легализации Гиньо открыл овощной магазин, где Гиньо и Михаил Андреев стали торговцами фуражом, фруктами и овощами и таким образом получили разрешения на поездки по стране.
На основе переданных группой радиограмм советскими вооружёнными силами на Чёрном море были потоплены несколько транспортов с оружием и грузами для Восточного фронта, вышедших из болгарских портов.
20 февраля 1943 года передатчик в Варне был обнаружен немецким радиопеленгатором и раскрыт, через несколько дней Зару и Стойко Георгиевых арестовали во время сеанса радиосвязи, в распоряжение полиции попали передатчик, приемник и радиограммы, по месту их жительства была оставлена засада. Приехавшая в Варну Анчева обнаружила признаки ареста, ушла от слежки, вернулась в Пловдив и сообщила мужу о провале, они уничтожили передатчик и шифры, после чего муж выехал в Софию, а она осталась и в этот же день была арестована.
После трёх дней допроса в Пловдиве Анчеву перевели в Варну (для очной ставки с Зарой Стойчевой), а затем в шуменскую тюрьму.
Гиньо перешел на нелегальное положение, разыскал партийное подполье, выполнял задания ЦК БРП, а весной 1944 года из Софии был направлен в Радомирский партизанский отряд. 12 мая 1944 года во время перехода в Рилу (в 1-ю Софийскую партизанскую бригаду) группа партизан была окружена в селе Дебели-Лак Радомирской околии, в бою с полицией и жандармерией погибли 5 партизан (Гиньо Стойнов, секретарь ЦК РМС Свилен Русев и трое других партизан).
16 июня 1943 года шуменский военно-полевой суд рассмотрел дело в отношении шести арестованных участников (Михаил Андреев, Зара Георгиева, С. Анчева были приговорены к смертной казни, Дирас Бедрос Канонян – на 15 лет, Стойко Георгиев – к двум годам тюремного заключения, Васил Карагозов освобождён, поскольку его вина не была доказана). Привести приговор в исполнение немедленно было невозможно, потому что день суда совпал с днём рождения сына царя, принца Симеона. Поскольку в женском отделении шуменской тюрьмы не было отдельной камеры для смертников, Зару Стойнову и Свободу Анчеву перевели в Центральную тюрьму Софии. В январе 1944 года после бомбардировки Софии одна из бомб попала в здание тюрьмы и женщин-заключенных перевели в сливенскую тюрьму.
В ночь с 7 на 8 сентября 1944 года партизаны при поддержке населения взяли контроль над зданием тюрьмы и освободили арестованных, через день на попутном транспорте С. Анчева добралась до Софии, где встретилась с советским военным командованием.
После войны стала первой женщиной-инженером в Болгарии, в 1944 – 1952 годы работала по специальности на заводе «Георгий Димитров», в 1952–1972 годы возглавляла отдел в министерстве путей сообщения НРБ.
Скончалась в 1999 году.

## Государственные награды
- орден Ленина[2] (1966)
- Герой Социалистического Труда (НРБ)[2]
- орден «Георгий Димитров»[2] (1970)